# Référendum : en direct avec le Président
 (juillet 2011).
Si vous disposez d'ouvrages ou d'articles de référence ou si vous connaissez des sites web de qualité traitant du thème abordé ici, merci de compléter l'article en donnant les références utiles à sa vérifiabilité et en les liant à la section « Notes et références ».
Référendum : en direct avec le Président (ou Référendum : en direct de l'Élysée) est une émission de télévision française exceptionnelle d'interview du président de la République française diffusée sur TF1 le jeudi 14 avril 2005 depuis la salle des fêtes du palais de l'Élysée à Paris, en direct.
Elle était consacrée au référendum français sur la constitution européenne prévu pour le dimanche 29 mai 2005 par le président de la République française Jacques Chirac qui fut à cette occasion interrogé pour éclairer l'esprit des Françaises et des Français sur la question.
À l'origine, cette émission aurait dû être diffusée une semaine plus tôt, le jeudi 7 avril 2005, mais Jacques Chirac faisant partie des personnalités assistant aux funérailles du pape Jean-Paul II le lendemain, l'émission a été reportée.

## Organisation
Le président de la République Jacques Chirac, au cours de cette émission animée par Patrick Poivre d'Arvor (de TF1), Jean-Luc Delarue (de France 2), Marc-Olivier Fogiel (de France 3) et Emmanuel Chain (d'M6)[Information douteuse], a dialogué avec un groupe de 83 jeunes de 18 à 30 ans choisi parmi 400 personnes sélectionnées par l'institut de sondages TNS Sofres en respectant les critères de répartition de la population de l'Insee.
La répartition électorale du panel était de 1/3 de partisans du oui, 1/3 du non et 1/3 d'indécis. D'après les représentants de la Sofres et de TF1, les jeunes ont pu poser les questions qu'ils ont voulu au Président. Le panel a été tenu au grand secret et isolé dans un grand hôtel parisien à partir du 13 avril 2005 et les jeunes ont été « préparés » par les animateurs toute la journée du 14 avril 2005.
L'émission, diffusée en prime time à 20 h 50 en direct sur TF1, a duré comme prévu 2 heures en première partie de soirée et a été regardée par 7,3 millions de téléspectateurs, avec un pic à 9 millions, soit une part de marché de 30 %. L'émission est en tête des audiences, supplantant respectivement Pale Rider sur France 3, Nouvelle Star sur M6 et Envoyé spécial sur France 2,.

## Enjeu
L'attente était énorme car les sondages pendant cette période n'étaient pas favorables à l'adoption de la constitution européenne. Contrairement au référendum sur le traité de Maastricht de 1992 où le débat était plutôt orienté à répondre à oui ou non à l'Europe, les Français ont cette fois une vision plus prudente quant à leurs attentes vis-à-vis des orientations européennes.

## Réactions
Le débat a cependant déçu bon nombre de Français qui jugent d'une part que les interlocuteurs de Jacques Chirac n'avaient que des demandes « personnelles » à lui soumettre et d'autre part que le président de la république n'a pas pu réellement répondre aux attentes nombreuses de ses interlocuteurs et n'a pas suscité d'enthousiasme à la défense de la construction européenne.
Jacques Chirac a eu l'air étonné de découvrir que ses interlocuteurs ont des problèmes quotidiens suffisamment importants (chômage, pouvoir d'achat…) pour se désintéresser du débat sur le traité européen et utiliser le vote au référendum comme un moyen de s'exprimer en n'accordant pas au Président la réponse qu'il espère.

## Polémique
Selon le journal Libération Marc-Olivier Fogiel et Jean-Luc Delarue auraient été sollicités directement par Claude Chirac, la fille du Président de la République. Le syndicat national des journalistes dénonce par ailleurs « la confusion des genres entre information et spectacle ». Quant aux personnalités politiques favorables au non, celles-ci reprochent qu'aucun de leur représentant n'aura été présent pendant l'émission pour débattre avec le Président de la République française. D'autre part certains invités ouvertement favorables au non ont par ailleurs été exclus du panel final. Le choix de la cible, les jeunes, est aussi critiqué car il exclut une grande partie de la population en privilégiant ceux qui n'ont pas vraiment connu les conséquences ressenties du oui au traité de Maastricht en 1992.

## Retombées
Les critiques sont formulées dès le lendemain de l'émission, la classe politique est divisée. Chirac ne réagit pas immédiatement, se déplaçant à Monaco pour les obsèques de Rainier III.
Chirac perdit 6 points dans sa côte d'approbation : après cet échec, il ne refait plus d'exercices de ce genre. Le parti du non fut renforcé, et finalement l'emporta.